# Laguna de Rocha (Uruguay)

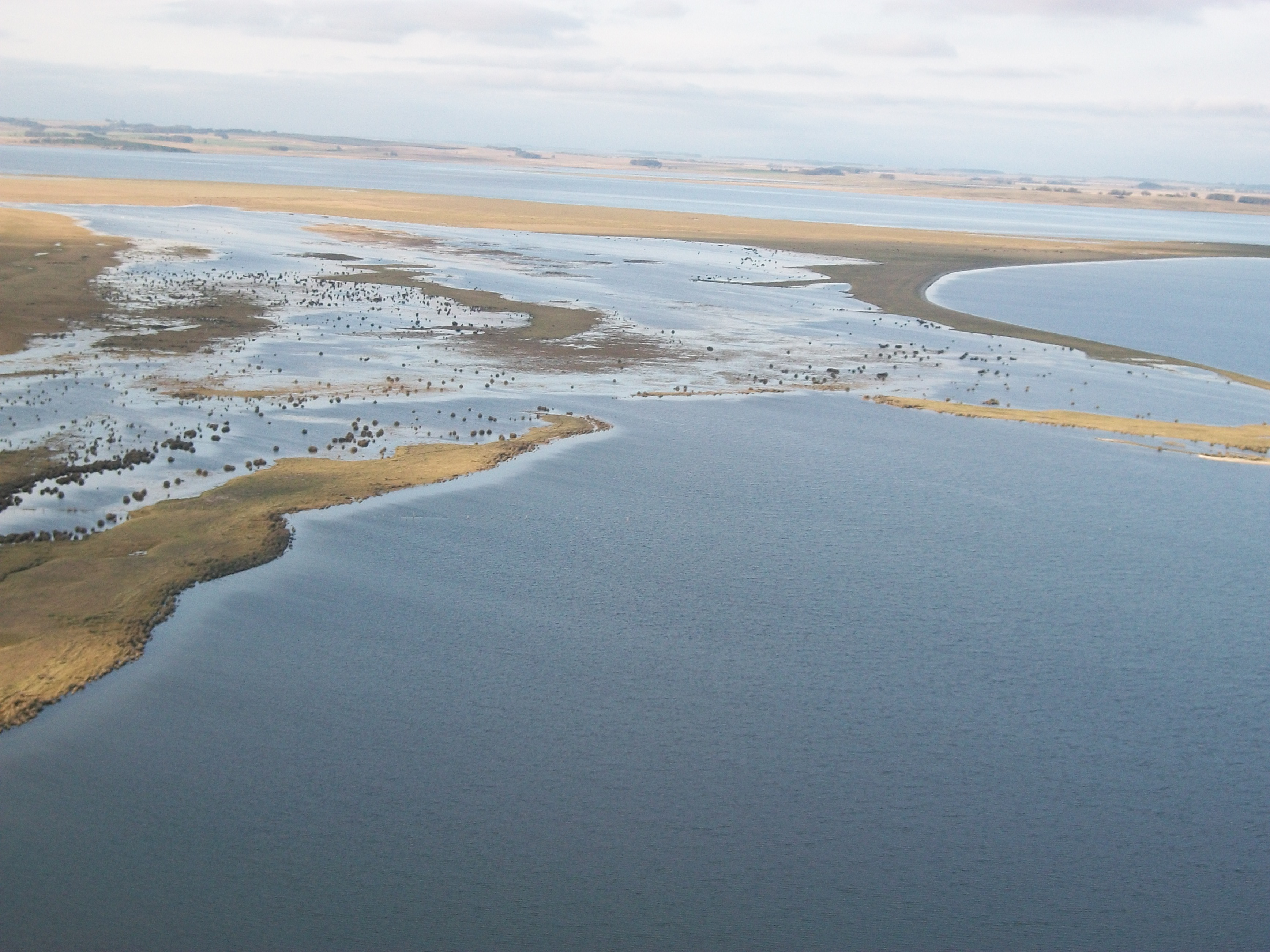
Zonas bajas, Laguna de Rocha, Rocha, Uruguay

La laguna de Rocha es un extenso espejo de agua de escasa profundidad separado del mar por una barrera arenosa, ubicado en el departamento de Rocha, Uruguay.
Esta laguna es considerada una laguna costera, ya que está separada del mar por una lengua o cordón de arena pero a su vez en comunicación con el mar por uno o más puntos. La apertura y cierre de la barrera producen variaciones de salinidad, que le otorgan a la laguna una alta diversidad biológica. Tiene una superficie de 72 km². Se formó como producto de la elevación del nivel del mar durante los últimos 6000 a 8000 años. Tiene una profundidad promedio de 0,6 metros, siendo su profundidad máxima de 1,4 metros.

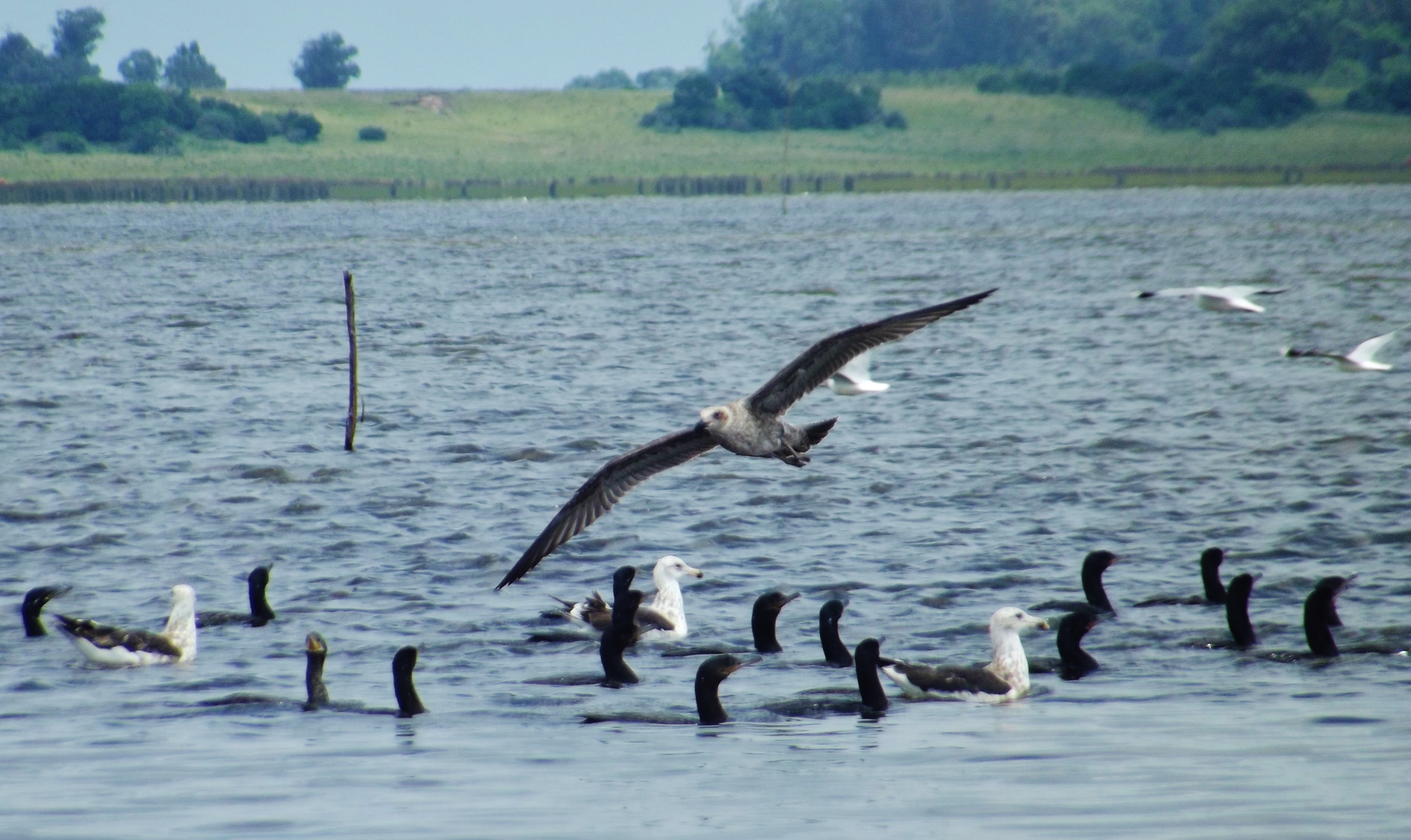
Laguna de Rocha, aves

Como muchas de las lagunas que están localizadas al Sureste y al este de la costa uruguaya, posee el estatus de reserva de la biosfera dado por el programa "El hombre y la biosfera" (MaB, por sus siglas en inglés) de UNESCO.  Fue declarada "parque nacional lacustre" en 1977 por el decreto 260/77. El área de la laguna de Rocha ingresó en 2010 al Sistema Nacional de Áreas Protegidas (SNAP) bajo la categoría Paisaje Protegido, de acuerdo a lo establecido por las leyes Nº 17.234 de 2000, 17.930 de 2005 y por el decreto 52/2005, luego de un largo proceso de consulta. El área ocupa una extensión total de 22.000 hectáreas. El 1º de junio de 2015 la Laguna de Rocha , ingresó como sitio Ramsar a la lista de Humedales de Importancia Internacional.Forma parte de la red hemisférica de reservas para aves playeras como sitio de categoría regional.

## Climatología
Debido a los fuertes oleajes marinos o a fallas en la barrera que separa a la laguna del mar, periódicamente el agua dulce se mezcla con el agua salada proveniente del océano Atlántico, lo que cambia el nivel de concentración de sal en la laguna, influenciando las condiciones biológicas y los parámetros físicos y químicos.
 
Las precipitaciones anuales promedio rondan los 1284,8 mm, que equivale a litros de agua por metro cuadrado de terreno (l/m²).
La laguna es conocida por su riqueza y abundancia en peces, cangrejos, camarones y moluscos. Muchas aves como el cisne de cuello negro y el cisne coscoroba encuentran en la laguna abundantes fuentes de alimento.
Ha sido denominada como Área Importante para la Conservación de Aves (IBA por sus siglas en inglés), por su importancia ornitológica. Más de 200 especies de aves de reproducción y migratorias, incluyendo especies amenazadas como el flamenco chileno, la gaviota cangrejera y la monjita dominicana, se hospedan en esta laguna, por lo que se ha convertido en un paraíso para los aficionados al avistamiento de aves. En la costa arenosa es posible encontrar sapitos de Darwin, animal característico de las zonas costeras uruguayas, hoy restringido a las áreas naturales. También se pueden ver lobos de río o nutrias gigantes, zorros, carpinchos y tucu-tucus.
En la zona de captación de la laguna, las áreas agrícolas, tales como los campos de cultivo (arroz y maíz) y las praderas (ganado vacuno y ovino), son predominantes. Únicamente el 6 % del área está cubierta por bosques. Debido a la creciente demanda de agua, la laguna de Rocha se encuentra afectada por la contaminación, el exceso de fertilizantes, así como también por la escasez de agua. 
La laguna Rocha tiene cinco afluentes, de los cuales el arroyo Rocha y el arroyo de las Conchas son los más importantes. Al Oeste se encuentra una pequeña laguna vecina conocida como laguna de las Nutrias.

## Área protegida
El Área de la laguna de Rocha ingresó en 2010 al Sistema nacional de áreas naturales protegidas de Uruguay (SNAP) bajo la categoría Paisaje Protegido, de acuerdo a lo establecido por las leyes n° 17.234 de 2000, 17.930 de 2005 y por el decreto 52/2005. 
El decreto n° 61/010 de 18 de febrero de 2010 fue actualizado con el decreto n° 457/016 que determinó la ampliación del área original.